# Оруджев, Мамед Бехбуд оглы
Мамед Бехбуд оглы Оруджев (азерб. Məmməd Behbud oğlu Orucov; 20 декабря 1907, Карягинский уезд — 18 сентября 1961, Баку)  — азербайджанский советский государственный и партийный деятель, Герой Социалистического Труда (1948).

## Биография
Мамед Оруджев родился 20 декабря 1907 в селе Сардарлы Карягинского уезда Елизаветпольской губернии (ныне село в Физулинском районе Азербайджана).
Окончил Шушинский педагогический техникум (1929) и исторический факультет Азербайджанской педагогического института (1935).
С 1935 года — учитель истории в средней школе. С 1942 года — заместитель директора Хындрыстанской МТС, с 1943 года — первый секретарь Ждановского, с 1948 года — Агдамского, с 1951 года — Кубинского райкома КП Азербайджана, позже заведующий отделом сельского хозяйства ЦК КП республики. В 1947 году обеспечил своей работой перевыполнение в среднем по району планового сбора хлопка на 74,2 процента.
Указом Президиума Верховного Совета СССР от 10 марта 1948 года за получение в 1947 году высоких урожаев хлопка Оруджеву Мамеду Бехбуд оглы присвоено звание Героя Социалистического Труда с вручением ордена Ленина и золотой медали «Серп и Молот».
Активно участвовал в общественной жизни Азербайджана. В 1951—1960 годах член ЦК КП Азербайджана. Депутат Верховного Совета Азербайджанской ССР 2-го, 3-го, 4-го и 5-го созывов.
Скончался 18 сентября 1961 года в городе Баку.